# 香港地質
香港位於中國南方珠江口的東南側，南臨南海，北邊與廣東省深圳經濟特區接壤。陸地面積為1,104平方公里，包括與大陸相連的新界和九龍半島，以及大嶼山島、香港島等大小200多個島嶼。香港是典型的島海環境，擁有綿長的海岸綫，地勢山巒起伏，近45%的陸地高出海平面100米以上，只有零星的平原分布於沿海地帶。
香港主要由火成岩、沉積岩及变质岩構成，火成岩的出露面積最廣泛，包括火山岩（50%）及侵入岩（35%）約佔據香港面積85%，其中花崗岩更佔香港總面積約三分之一，主要分佈在香港島、九龍半島、青山和大嶼山北部；沉積岩及变质岩分佈局限，主要集中在新界北部地區及零星散佈在赤門海峽兩岸和大嶼山島的南端。

## 斷層
中國南方的蓮花山斷裂帶影響香港的地質結構，斷裂帶總體為東北-西南走向，由100多條大型斷層構成。香港的地質走向同樣也是以大型的連續東北-西南斷層為主，以「赤門海峽-沙田-荔枝角斷裂帶」最具代表性；西北東南走向的斷層規模較小，當中以張性斷裂（tension fault）為主，而且並不連貫。這樣一種構造格局控制著現今香港的山脈分布和基本地形。

## 地質演化
相對於45億年前形成的地球，香港的地質歷史較輕，境內缺失早古生代及更早時期的地層和岩石記錄，香港目前發現最古老的岩石是4億年前泥盆紀的沉積岩。當時香港由大片河谷平原覆蓋，河水流向東南方，而河水氾濫帶來的軟泥則有利原始植物生長，海岸地區也將海洋生物的殘骸沉積到沿岸海洋軟泥之中。這些沖積物逐漸形成新界東北部船灣、黃竹角咀和赤門北岸一帶的岩石。至3億5,000萬年前的石炭紀早期，熱帶淺海淹沒香港，水面下降後的沿岸沼澤地區出現植物，軟泥地面則有枯萎的植物。這些物質經過掩埋、遇熱及擠壓，分別成為埋在地表下的大理岩，以及含有石墨的片岩，分布於香港西北部。2億9,000萬年前的二疊紀時期，香港再次被淺海所淹，沉積物混入砂礫、海洋動物及珊瑚的殘骸，經過沉埋、壓迫，岩石被巨大的地殼力量扭曲及變形，形成摺曲、拱起或斷層的狀態。這類岩石分布於吐露港的馬屎洲和丫洲。

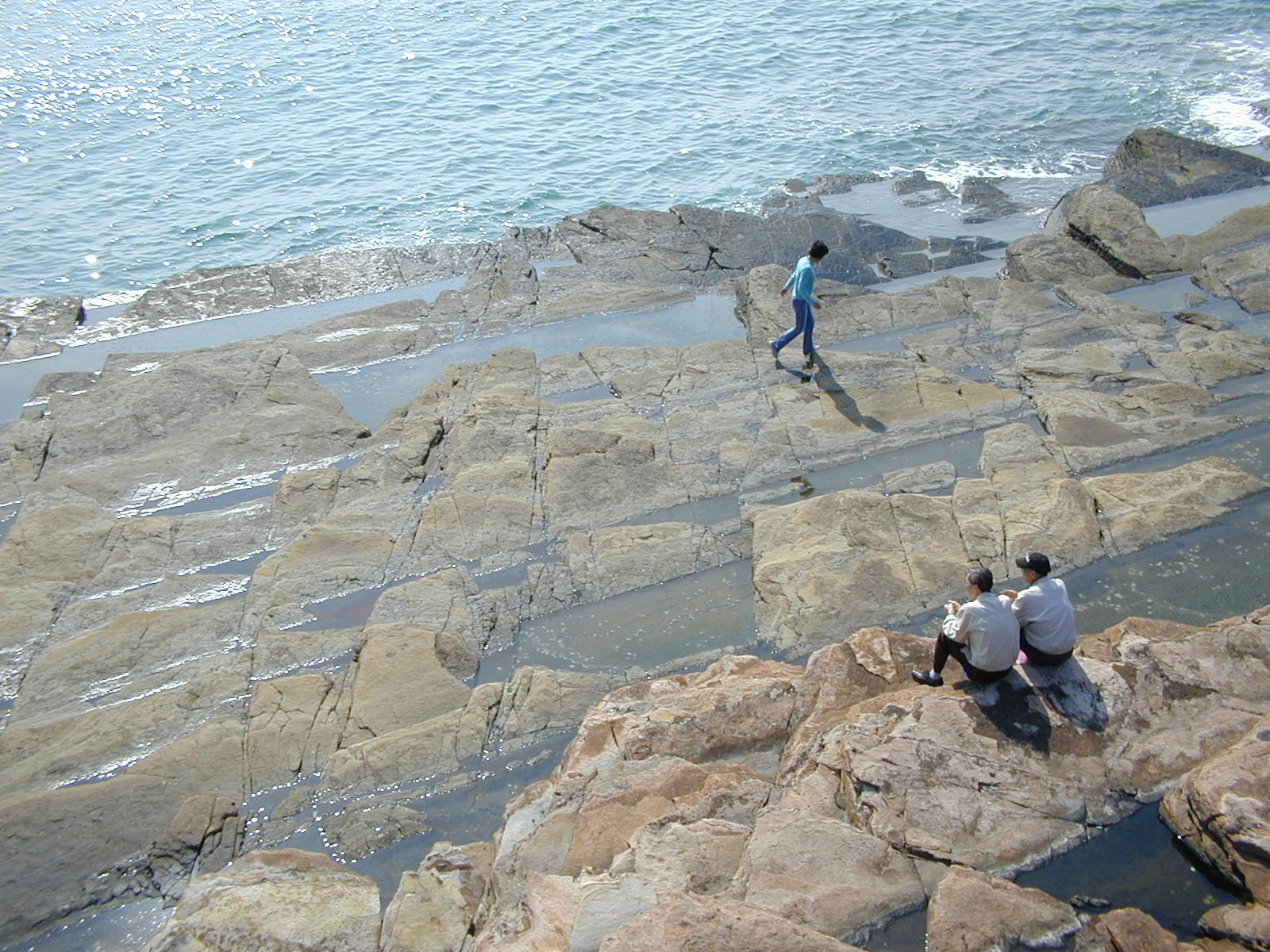
東平洲海蝕平臺，約於8,000萬至5,000萬年前逐漸形成

1億6,400萬至1億4,000萬年前的侏羅紀時期，香港發生多次火山爆炸，噴出大量熔岩及火山灰。香港的岩石約有一半由火山岩所形成。1億4,000萬年前，糧船灣超級火山爆發，噴至火山口邊的火山灰冷卻凝固後，成為切面是六邊形的石柱，可見於果洲群島及破邊洲。而未有噴出的熔岩則在地底深處慢慢冷卻凝固，形成藏有粗大礦物顆粒的花崗岩。1億年前白堊紀的香港則是一片乾燥荒蕪，中國大陸的洪流偶爾會把砂石和軟泥沖積到香港，形成紅色的岩石層，見於東北部的赤洲和烏蛟騰。考古學家發現這個時期的岩石並無生物痕跡，但廣東省內發現的白堊紀恐龍化石則反映鄰近地區可能有恐龍出沒。
直至8,000萬至5,000萬年前的白堊紀晚期和第三紀早期，氣候變得潮濕，香港逐漸形成遼闊的淺湖。雨季和旱季循環交替，為湖底的軟泥舖上一層又一層的鹽分凝固物，形成東坪洲所見的粉砂岩薄層，是香港最年輕的岩石。湖泊周邊的植物昆蟲則形成化石。到了5,000萬年前的第三紀，氣候和現時一樣溫暖潮濕，陸地隆起，風化侵蝕形成今日地理景觀。200萬年前第四紀的冰河時期，大片冰原由南北極推進，全球水平面下降；到了1萬8,000年前的最後一次冰期，海面比現時低130米，香港陸地面積會在南邊多120公里。及後氣候回暖，海平面回升，淹沒山谷形成彎彎曲曲的海岸線，以及兩百多個島嶼。

## 香港地層表
根據各岩層的岩石特徵和它們形成的時代，香港的地質工作者把香港地區的地層柱劃分為17個地層組和4個火山岩群。
| 代       | 統／系               | 群／組                 | 厚度 （米） | 分佈                                               | 形成環境                            | 年齡 （百萬年） |
| -------- | -------------------- | ---------------------- | ----------- | -------------------------------------------------- | ----------------------------------- | --------------- |
| 新生代   | 全新統               | 沖積層（未分組）       | 21          | 新界北部                                           | 沖積平原                            | 0.6-0           |
| 新生代   | 全新統               | 坡積／沖積層（未分組） | 0-15        | 全香港各處山坡及山間盆地                           | 山坡堆積及洪積                      | 0.6-0           |
| 新生代   | 全新統               | 坑口組                 | 31          | 香港海域                                           | 海相砂泥                            | 0.6-0           |
| 新生代   | 上更新統             | 山下村組（陸上）       | 10-36       | 新界北部                                           | 河流階地； 山坡及山間盆地堆積及洪積 | 1.4-0.6         |
| 新生代   | 上更新統             | 赤鱲角組上部（海區）   | 60          | 香港海域                                           | 海相砂泥                            | 1.4-0.6         |
| 新生代   | 中更新統             | 黃崗山組（陸上）       | 17-30       | 新界北部                                           | 河流階地； 山坡及山間盆地堆積及洪積 | 1.4-0.6         |
| 新生代   | 中更新統             | 赤鱲角組下部（海區）   | 30          | 香港海域                                           | 海相砂泥                            | 1.4-0.6         |
| 新生代   | 下第三系             | 平洲組                 | 450         | 平洲島一帶                                         | 淡水湖泊沉積                        | 53-33.7         |
| 中生代   | 上白堊統             | 吉澳組                 | >100        | 吉澳、鴨洲、長排頭及流浮山                         |                                     | 96-65           |
| 中生代   | 上白堊統             | 赤洲組                 | >1,200      | 赤洲、石牛洲及大鵬灣海底                           |                                     | 96-65           |
| 中生代   | 下白堊統             | 八仙嶺組               | >500        | 八仙嶺等地                                         |                                     | 135-96          |
| 中生代   | 下白堊統             | 滘西洲火山岩群         | >1,000      | 新界東西貢、清水灣及牛尾海一帶                     |                                     | 135-96          |
| 中生代   | 下白堊統             | 淺水灣火山岩群         | >2,000      | 大嶼山島、嶂上、西貢及香港島                       |                                     | 135-96          |
| 中生代   | 下白堊統 至 上侏羅統 | 大嶼山火山岩群         | 1,500       | 大嶼山島                                           |                                     | 154-96          |
| 中生代   | 下白堊統 至 上侏羅統 | 荃灣火山岩群           | >500        | 元朗、上水、大埔及沙田                             |                                     | 154-96          |
| 中生代   | 中下侏羅統           | 大澳組                 | 800         | 大澳                                               |                                     | 203-160         |
| 中生代   | 下侏羅統             | 屯門組                 | 400         | 屯門至天水圍一帶                                   |                                     | 203-160         |
| 中生代   | 下侏羅統             | 赤門海峽組             | 120         | 鳳凰笏、白角山南岸、泥涌、深涌及元朗               |                                     | 203-160         |
| 上古生代 | 中下二叠統           | 丫洲組                 | >100        | 大埔海丫洲島                                       |                                     | 290-260         |
| 上古生代 | 下二叠統             | 大埔海組               | 500         | 馬屎洲及中文大學                                   |                                     | 290-260         |
| 上古生代 | 下石炭統             | 落馬洲組（新田群）     | 300-400     | 羅湖、大石磨及落馬洲；老鼠嶺、米埔、橫洲及虎地上村 |                                     | 355-325         |
| 上古生代 | 下石炭統             | 元朗組（新田群）       | 350         | 馬田、元朗及朗屏                                   |                                     | 355-325         |
| 上古生代 | 泥盆系               | 馬鞍山組               | >500        | 馬鞍山                                             |                                     | 400             |
| 上古生代 | 泥盆系               | 黃竹角咀組             | 300-600     | 馬鞍山、白沙頭洲至黃竹角咀、泥涌及大洞等地         |                                     | 400             |

## 岩石
香港擁有多類岩石：火山岩約佔50%；由岩漿侵入活動形成的花崗質岩石、酸性和基性岩脈等佔35%；此外還有13%的沉積岩和極少數的變質岩。本港一些古老岩層蘊藏着海洋及陸棲生物的化石佔2%，年份界於4億年前的泥盆紀（黃竹角咀）和數千萬年前的第三紀（東平洲）之間。
香港的各類岩石：
- 噴出火成岩
  - 由火山物質形成的火山岩主要分為兩種：一是由噴出和流出岩漿形成的熔岩；二是由火山爆發噴出的火山灰、火山彈和岩漿所構成，當這些物質降落地表後，經過壓實冷卻而形成火山碎屑岩。香港最高的幾座山，即大帽山、鳳凰山、大東山等，以及西貢（尤其糧船灣超級火山）都由凝灰岩構成。
- 侵入火成岩
  - 當岩漿由地幔侵入地殼，緩慢冷卻後便形成礦物晶體顆粒較大的花崗質岩石。花崗岩佔香港總面積30%，主要組成礦物包括有石英及長石，並分佈有黑雲母的黑點，香港的花崗岩大部份分佈於市區，包括香港島北部及東南部、九龍半島、新界的葵涌、荃灣、沙田、大埔、屯門、元朗及離島的大嶼山東北和南部、長洲及南丫島等。
- 沉積岩
  - 是古老岩層受風化侵蝕後沉落大海、湖泊和河口三角洲，經歷數百萬年脫水壓實成岩。沉積物包含大小不一的顆粒，形成泥岩、粉砂岩、砂岩、礫岩或角礫岩，有時還含有動植物屍體和殘留物質，主要分佈在新界東北。
- 變質岩
  - 岩石受到地底巨大壓力的壓迫及/或高溫烘烤而產生結構變化，亦可能重新結晶，形成變質岩。香港地區的變質岩出露不多，主要在新界西北部如新田、落馬洲等地，由原本的砂岩及粉砂岩形成不同變質程度的千枚岩及片岩，由於抗蝕力弱，只能組成一些較矮的山丘。元朗、東涌、馬鞍山填海區地底深處的大理岩遭嚴重侵蝕，令上址的建築工程有特別施工要求，以維持地層穩定。

## 資料來源
1. ↑  何耀生（2005年）：《集體回憶之維多利亞港》，香港：明報出版社。ISBN 962-8872-68-0
2. ↑  香港歷史博物館：「香港故事」常設展資料 的存檔，存档日期2007-01-06.（PDF），展區一：自然生態環境，第3至12頁。
3. ↑  杜德俊、高力行著，陳慧聰譯（2004年）：《香港生態情報》第24～30頁，香港：三聯書店。ISBN 962-04-2386-0

## 站外鏈結
- 香港地質：四億年的旅程 （页面存档备份，存于）
- 香港的地理與地質歷史[永久]
- 香港的韌性剪切帶 （页面存档备份，存于）